# アリスター・ダーリング
アリスター・マクリーン・ダーリング（Alistair Maclean Darling, PC、1953年11月28日 - 2023年11月30日）は、イギリスの政治家。労働党所属の庶民院議員。ブラウン内閣で財務大臣、第二大蔵卿を務めた。
一部では、アリステア・ダーリングの表記も用いられる。

## 経歴

### 生い立ち
1953年11月28日、エンジニアの父・トーマスと母アンナのもとでロンドンで生まれる。彼の大叔父ウィリアム・ダーリングは1945年から1957年の間、エディンバラ南選挙区選出の保守党議員だった。アバディーン大学では法学を専攻、学生組合の委員長も務めた。1978年、事務弁護士となる。後にスコットランド人向けの弁護を受け持つようになり、1984年には法廷弁護士に認められた。1982年にはロージアンの地方議員にもなった。また、1985年からの2年間、ネイピア大学の理事も務めている。

### 国政へ
1987年の総選挙にエディンバラ中央選挙区から出馬。同選挙区選出の保守党議員、サー・アレグザンダー・フレッチャーを破り当選を果たした。なお、後にスコットランド議会が設置されると、スコットランド地区からの庶民院議席数は削減されてしまう。そのため、ダーリングは2005年の総選挙からはエディンバラ南西選挙区から出馬することになる。労働党の重鎮、副党首のジョン・プレスコットやゴードン・ブラウンはダーリングが落選することを心配し、選挙区入りして彼を応援した。当時は彼自身閣僚であったにもかかわらず、かなりの苦戦が予想されたが、彼は最大限の努力の結果、議席を守り抜いた。
庶民院議員として、1998年スコットランド法に関わる。後に影の内閣で内務省のスポークスマンとなった。
1992年の総選挙の後は大蔵省の影のスポークスマンとなった。1996年、労働党党首にトニー・ブレアが就任すると、ダーリングは影の内閣で財務省主席担当官となる。

### ブレア政権時代
1997年の総選挙で労働党が勝利し与党になると、かれは財務省主席担当官として正式に閣僚入りした。なお、この頃から閣内にいるのは、現時点でジャック・ストロー、ゴードン・ブラウンとダーリングの3人のみである。
1998年、更迭されたハリエット・ハーマンに代わり社会保障大臣に任命される。2001年の総選挙後は、社会保障省は廃止され、新しいに改編されたため、彼の肩書きも労働および年金大臣に変更となる。 
スティーヴン・バイヤーズが運輸大臣を辞任すると、ダーリングはその後任に任命される。この時代、レールトラックの後継組織・ネットワーク・レールの設立を監督した。2003年には、スコットランド大臣との兼任となった。相次ぐ列車事故などで批判に晒されていた運輸省であったが、ダーリングの大臣就任と共に批判は静まった。2006年の内閣改造では、貿易および産業大臣に異動になる。

### ブラウン政権時代およびその後
2007年6月、新たに首相に選出されたゴードン・ブラウンの下で財務大臣に任命され、彼の昇進はメディアを大きく賑わせた。ダーリングの下で働く4人の政務次官（日本の副大臣に相当）のうち3人（アンジェラ・イーグル、ジェーン・ケネディ、キティ・アッシャー）が女性であったことから、彼女達は大臣の名前とかけて"ダーリングのダーリン"と呼ばれた。財務大臣に就任してからは、もっぱらサブプライム問題の対応に追われた。
労働党の下野後は、2012年から2014年にかけて、スコットランド独立住民投票においてイギリス残留を呼びかける超党派の団体「ベター・トゥギャザー運動」の座長を務めた。2016年のイギリスの欧州連合離脱是非を問う国民投票においても、欧州連合 (EU) 残留を呼びかけていた。2014年11月、翌年の総選挙に立候補しない意向を表明し、一代貴族として貴族院（上院）議員となった。2020年には貴族院議員も引退した。
2023年11月30日にエディンバラの病院でがんとの闘病の末に死去。70歳没。フィナンシャル・タイムズは「近代イギリス史上、最も重要な財務大臣のひとりであった」とダーリングを評した。

## 人物
- 1986年、元ジャーナリストのマーガレット・マックイーン・ボーガンと結婚した。1988年には息子のカラム、90年には娘のアンナを授かっている。1970年代にも一度結婚歴がある。
- 自宅はエディンバラのモーニングサイド地区にあり、『ハリー・ポッター』シリーズの作者、J・K・ローリングと同じ通りの住人でもある。
- ピンク・フロイド、コールドプレイ、レナード・コーエンのファンでもある[10]。
- 「イギリスで最も退屈な政治家」に2年連続で選ばれており、報道陣の間では「ダーリングは（白髪と黒の眉のコントラストが）アナグマに似ている」というジョークが有名である。
- かつては髭をはやしていたが、｢ニュー・レーバー（新しい労働党）のイメージに合わない｣との理由から剃らされたという噂がある。
- 同じくスコットランド出身のブラウンと盟友関係にあり、忠実なブラウン派とされている。